# ميناء الحمدانية
ميناء الحمدانية هو مشروع لبناء ميناء تجاري يقع في منطقة الجزر الثلاثة شرق مدينة شرشال ليكون أحد أكبر الموانئ 
لولاية تيبازة في ميدانَيْ التجارة والمواصلات البحرية  لربطه بالمنطقة الحرة والتجارة القادمة من جنوب الساحل الإفريقي نحو الشمال 

## جغرافيا
تم اختيار موقع إنشاء ميناء الحمدانية لاستقبال مساحات الرسو وإنجاز المرافق الضرورية للعمل التجاري وفق المعايير الدولية لضمان تطوير مختلف خدماته.

### التجمعات السكانية
يتواجد موقع ميناء الحمدانية شمال قرية الحمدانية، على بُعد 8 كم شرق مدينة شرشال و2 كم غرب مدينة بوعروة.

### الوديان
ويقع هذا الميناء التجاري قرب مصبات عدة مجاري مائية، في وسطه يصب وادي هاشم، وإلى الغرب منه يصب وادي البلاع، وإلى الشرق منه يصب وادي أومازيغ، الذين ينبعون جميعا من مرتفعات سلسلة جبال ساحل الجزائر ومن جبل شنوة.

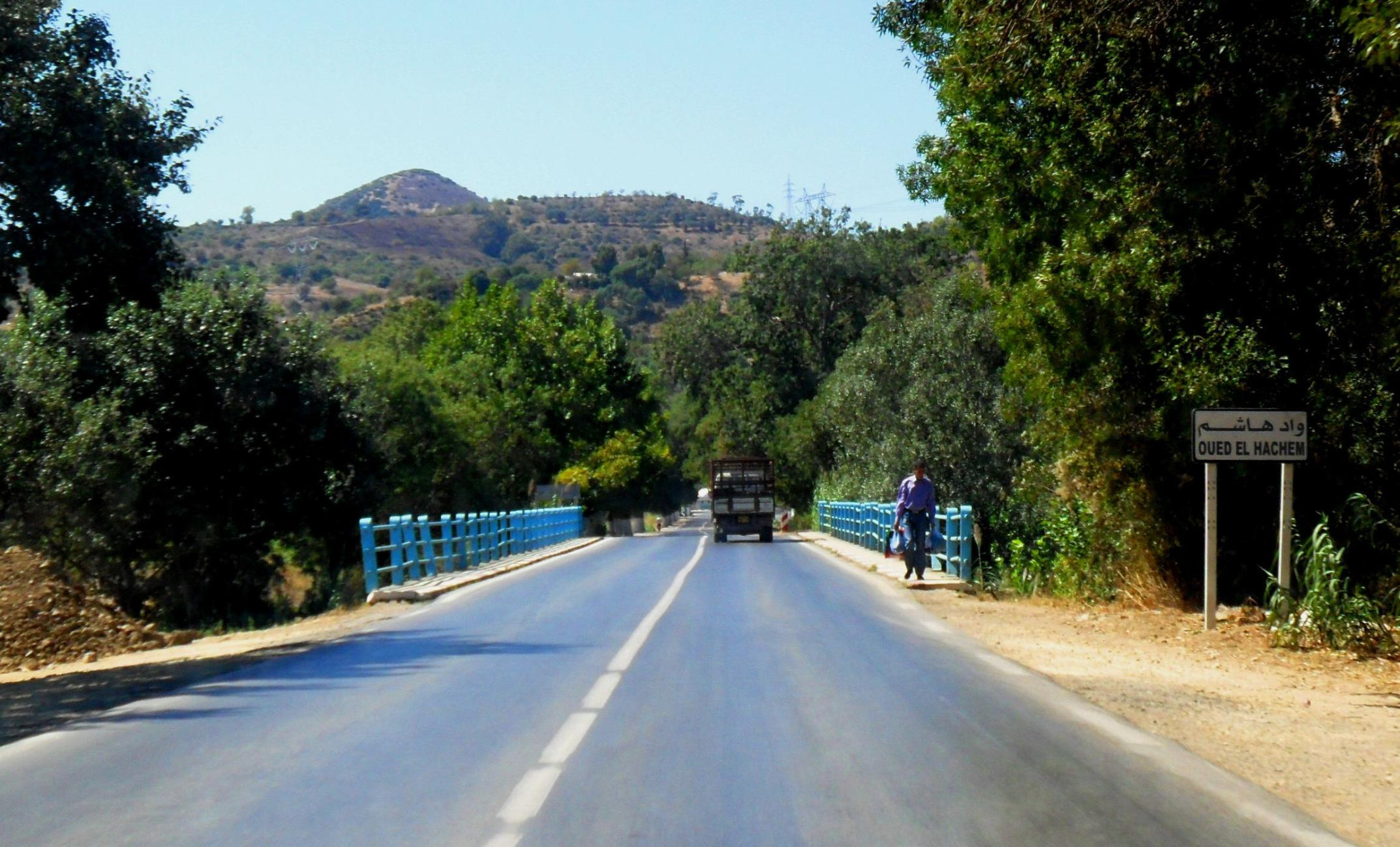
وادي هاشم
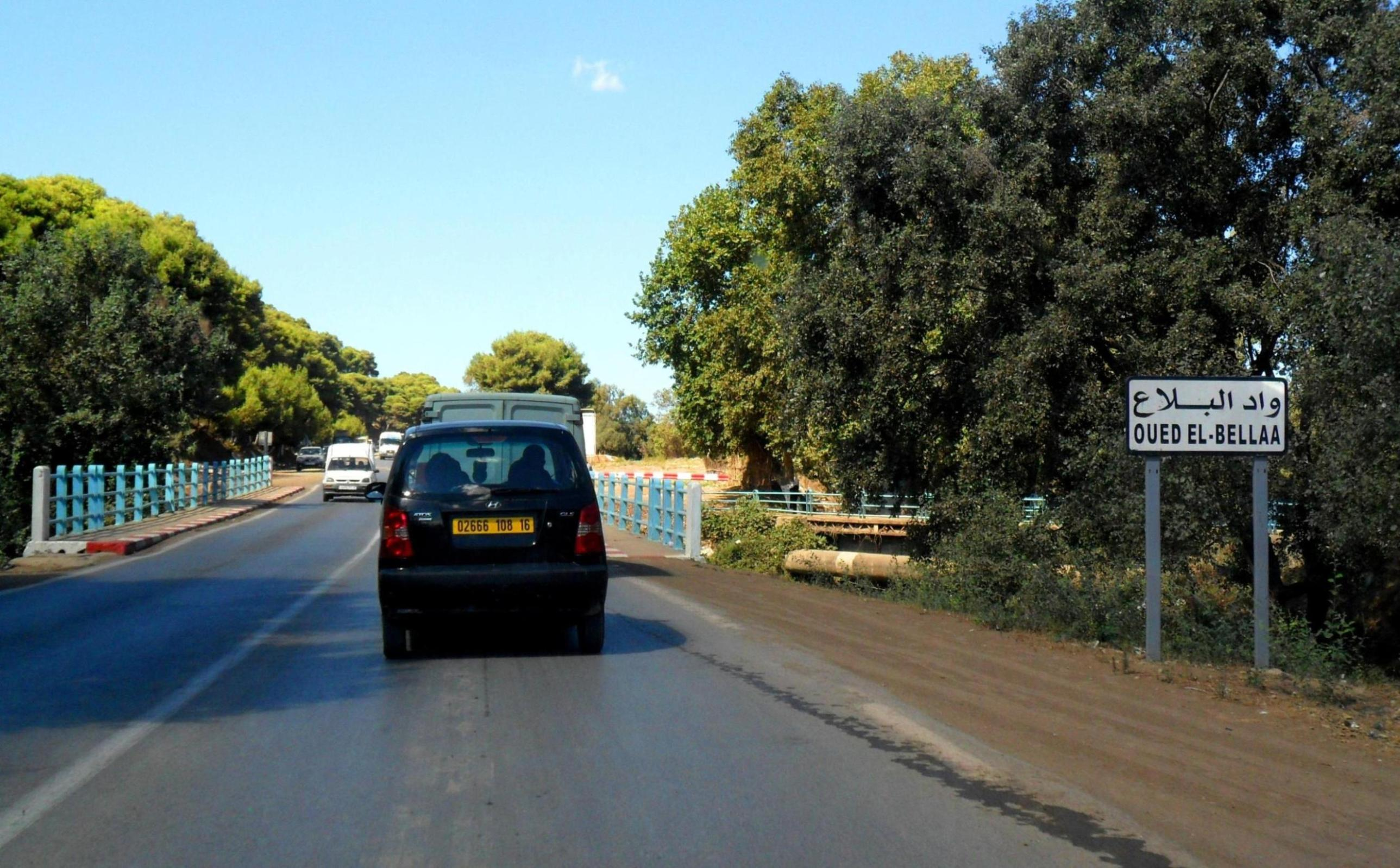
وادي البلاع
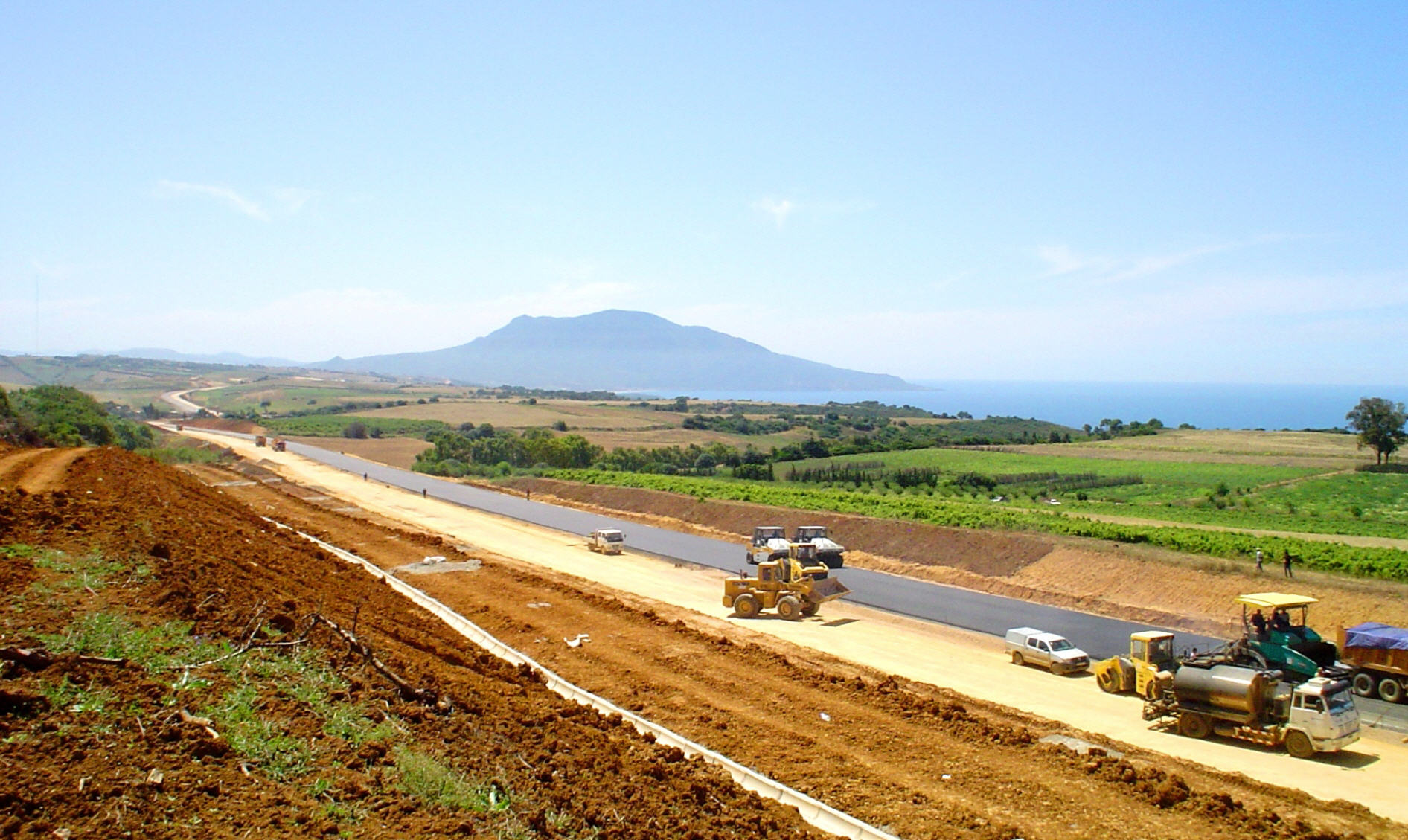
وادي أومازيغ

### الجزر
يحد ميناء الحمدانية شرقا رأس المسخوطة الذي تقابله الجزر الثلاثة (الإحداثيات: 36°37′39″N 2°15′37″E / 36.6275728°N 2.2602241°E) التي هي جزر صغيرة تشبه الجزر الأربعة التي أنشئ عليها ميناء الجزائر أسفل قصبة الجزائر.

## المواصلات

### الطرقات البرية
يمكن الوصول إلى موقع ميناء الحمدانية بواسطة الطريق الوطني رقم 11 بالإضافة إلى الطريق الولائي رقم 109.
ويتقاطع الطريق الولائي رقم 109 مرتين مع الطريق الوطني رقم 11، الأولى في بلدية تيبازة (الإحداثيات: 36°35′14″N 2°25′36″E / 36.5871107°N 2.4267608°E)، والثانية في بلدية شرشال (الإحداثيات: 36°35′40″N 2°15′19″E / 36.5944906°N 2.2551964°E).

### فيديوهات
- ميناء الحمدانية على يوتيوب.